# Wolfratshausen
Wolfratshausen (pronunciación en alemán: /vɔlfʁaːt͡sˈhaʊ̯zn̩/ⓘ) es una ciudad del distrito de Bad Tölz-Wolfratshausen, en Baviera, Alemania, con una población censada de unos 18 000 habs. en el año 2014. La ciudad está situada a unos 30 km al sur de Múnich sobre la orilla oeste o izquierda del río Isar.

## Historia
La primera mención a Wolfratshausen aparece en unos documentos del año 1003. Aproximadamente cien años después, Otto II construyó un castillo sobre la colina que mira al valle, castillo que fue destruido el 7 de abril de 1734 cuando un rayo cayó sobre la torre. Las piedras de la ruina fueron transportadas a Múnich para construir una residencia.
Durante la Segunda Guerra Mundial un campo de concentración estaba situado entre esta ciudad y Geretsried.